# Frank Woolworth
Franklin Winfield Woolworth (13 avril 1852 – 8 avril 1919) est un homme d'affaires américain. Né à Rodman, dans l'État de New York, il fonda la F.W. Woolworth Company en 1911, une chaîne de magasins à bas prix.

## Biographie
Il ouvrit son premier magasin à Utica le 22 février 1879.
Il souhaitait construire le plus haut immeuble de New York pour le siège de sa société et confia le projet à l'architecte Cass Gilbert. D'une hauteur de 60 étages, l'immeuble dépasse la Metropolitan Life Tower construite en 1909. Il est recouvert de calcaire aux trois premiers niveaux et construit dans le style néogothique. L'immeuble est terminé en 1913 et mesure 241 mètres de hauteur.